# 姜声扬
姜声扬（1976年11月25日—），是香港凤凰卫视的新聞主播。

## 生平
籍贯湖北汉阳，出生于臺北，成长于新加坡和美國，大學就讀密歇根大學大眾傳播系。畢業後工作于香港，精通多国语言，包括汉语、粤语、英语、法语、西班牙语。其太太是同於凤凰卫视工作的香港台粤语主播萧莉。
由于姜声扬帅气英俊的外表，与任韧、王若麟等，被称为凤凰卫视的“新闻王子”。而在凤凰卫视节目中，王若麟、姜声扬、任韧、安东、尉迟琳嘉被称为凤凰卫视的五大帅哥级主播和主持人，颇受欢迎，拥有众多忠实观众和追随者，网友们为他们取了亲切的名字“凤凰五虎将”。